# Бурячок Андрій Андрійович
Бурячок Андрій Андрійович (24 серпня 1925, с. Ощів Грубешівського повіту, нині Польща) — 14 вересня 2008, Київ) — український мовознавець. Доктор філологічних наук (1984).

## Біографія
Закінчив Львівський університет, працював в Інституті української мови НАН України.
Працював 1954—1957 роки у Київському педагогічному інституті; з 1957 року — в Інституті мовознавства HAH України; з 1991 року — провідний науковий співробітник Інституту української мови HAH України.
Водночас з 1993 року — професор Духовної академії УПЦ Київського патріархату.
Делегат установчої конференції ДПУ (вересень 1990 року, м. Теребовля).

## Наукова діяльність

### Автор
праці з лексикології, лексикографії, діалектології:
- «Назви спорідненості і свояцтва в українській мові» (1961),
- «Формування спільного фонду соціально-політичної лексики східнослов'янських мов» (1983).

### Редактор, співавтор, упорядник
- «Словника української мови» в 11 томах (т. 1, 1970; т. 4, 1973; т. 10, 1979; Державна премія СРСР, 1983) — один з редакторів
- «Словника українських рим» (1979) — співавтор (з І. Гуриним).
- «Довідника з українського правопису» (3-є вид. — 1984) — один з упорядників.
- «Російсько-українського словника для військовиків» (1995) — співавтор і один з редакторів.
- «Словника синонімів української мови» (т. 1-2, 1999—2000) — співавтор і один з редакторів.

### Керівник робочої групи
- Керівник робочої групи підготовки 3-го (1990) і 4-го (1993) видань «Українського правопису» та ін.

### Укладач словників
- «Орфографічний словник української мови» (1996, 2002),
- «Українсько-російський словник» (2000),
- «Орфографічний словник учня» (2001),
- «Російсько-український транслітерований словник власних імен і найпоширеніших прізвищ» (2001) та ін.